# Неделя как неделя
«Неделя как неделя» — повесть русской писательницы Натальи Баранской, рассказывающая «о повседневной жизни советской женщины с высшим образованием». Впервые опубликована в 1969 году в журнале «Новый мир» (№ 11), затем неоднократно переиздавалась. Повесть остаётся самым известным произведением Баранской, переведена на иностранные языки и часто рассматривается в исследованиях о положении женщины в СССР.

## Сюжет
Повесть охватывает одну неделю, с понедельника до воскресенья, в середине декабря. Повествование ведётся от лица молодой женщины, 26-летней Ольги Воронковой, младшего научного сотрудника московского НИИ, которая работает в лаборатории по разработке нового вида стеклопластика. Она замужем пять лет, сын ходит в детский сад, дочь в ясли, муж также работает, живут они в новостройке на окраине Москвы.
На работу и с работы Ольга бежит (повесть начинается со слов «Я бегу, бегу…»): утренние приготовления детей и дорога с несколькими пересадками занимает много времени. В её обязанности входит проведение экспериментов над новыми образцами стеклопластика, однако из-за загруженности физико-механических лабораторий института она не уверена, что успеет провести их к сроку. К тому же начальник лаборатории делает ей замечание из-за опозданий, а руководитель политзанятий — из-за плохой подготовки к семинару по вопросу «противоречий в социалистическом обществе». Тем не менее, сама работа Ольге интересна и она не хочет бросать её, когда муж предлагает ей сидеть дома с детьми.
Сотрудницам НИИ раздают «Анкету для женщин» — демографы изучают распределение времени на работу, занятия с детьми, досуг. Женский коллектив лаборатории с жаром обсуждает эту анкету, обсуждение перетекает в спор по вопросу «станет ли советская женщина руководствоваться общенародными интересами в таком деле, как рождение детей».
Разрываясь между домом и работой, Ольга временами впадает в отчаяние, у неё случается истерика. Она вспоминает знакомство с мужем, счастливые первые недели брака и отказ от аборта, о котором не жалеет, ведь родилась её дочка.
Ночью перед следующей неделей, ложась спать, Ольга чувствует тревогу, однако не знает её причин. В любом случае, впереди ещё одна тяжёлая неделя.

## Реакция
Как отмечает Н. Баранская в автобиографии, «повесть имела шумный успех, но я как-то осталась в стороне от успеха и от литературной среды». В «верхах» повесть одобрения не получила: Демичев на собрании партактива Москвы «определил публикацию повести как ошибку идеологического контроля», а один из работников ЦК «высказал ценное суждение: „Она должна была написать докладную записку о трудном положении женщины“».

## Тематика
Повесть вызвала массу откликов в зарубежной критике и гендерных исследованиях — как в очерках истории советской литературы, так и особенно в исследованиях о положении женщин в СССР не раз отмечался пионерский характер произведения, в котором впервые открыто обсуждалась проблема «двойного бремени», лежавшего на плечах советских женщин — домашние дела и работа.
Специальная работа Е. Кашкаровой посвящена разбору повести как «зеркала раннего русского феминизма» — по мнению автора, она «отразила русский феминизм на ранней стадии его обнаружения в обществе», поскольку Баранская впервые «сознательно обратилась к двум очень опасным и болезненным темам — советского быта и положения женщины в советском обществе».
Кевин М. Ф. Платт и Бенджамин Натанс отмечают также, что повесть «рассматривает не только вызовы, с которыми люди сталкиваются в советской повседневной жизни per se, но и проблему фиксации этих вызовов» — в частности, сюжетная линия с заполнением анкеты для женщин «демонстрирует, что социологическое исследование в принципе не способно адекватно отображать и представлять повседневную жизнь».
При всём своеобразии изображаемой автором советской действительности, зарубежные исследователи отмечали идейное сходство повести с другими произведениями о положении работающей женщины в обществе: в частности, «Неделя как неделя» сравнивалась с повестями Элис Чилдресс (Alice Childress. Like One of the Family: Conversations from a Domestic’s Life) и Арлин Хейман (Arlene Heyman. Artifact).

## Переводы
Повесть несколько раз была переведена на английский (в различных журналах) уже в 1970-е годы. В 1989 году она вышла в сборнике избранного Баранской в переводе Пьеты Монкс.
В 1976 году опубликован французский перевод, в 1979 году немецкий. В 1990 году повесть вышла в переводе на итальянский язык в римском издательстве Editori Riuniti.
Повесть также переводилась на эстонский язык.